# Carl Schutte
Carl Otto Schutte, född 5 oktober 1887 i Kansas City, Missouri, död 24 juni 1962 i Seattle, var en amerikansk tävlingscyklist.
Schutte blev olympisk bronsmedaljör i tempolopp vid sommarspelen 1912 i Stockholm.